# De Dion-Bouton
De Dion-Bouton («Де Діо́н-Буто́н») — з 1883 року французький виробник автомобілів та залізничної техніки. Штаб-квартира знаходиться в Пюто. У 1932 році компанія припинила виробляти автомобілі.

## Заснування компанії De Dion-Bouton
Наприкінці грудня 1881 року 25-річний Фелікс Філіп Альбер де Діон де Вандонн де Мальфьянс («маркіз де Діон»), останній нащадок володарів Валя, гуляв по Парижу в пошуках подарунків для своїх родичів і друзів, прогулюючись по Італійському бульвару, випадково його погляд упав на вітрину, за якою їздив іграшковий паровозик, що працює на парі, він негайно захотів купити такий же і продавець дав адресу людей, які побудували цю іграшку. Молодий аристократ вирушив на вулицю де-ла-Шапель, де була крихітна майстерня, в якій два молодики (Жорж Бутон і його шваґер Шарль-Арман Трепарду) займалися виготовленням механізмів для прикрашання вітрин магазину, а також масштабних копій механізмів інжинірингової компанії Ducretet.
Молоді люди розговорилися і виявилося, що талановиті інженери працювали за копійки, але мріяли про більш глобальні подвиги, так Трепарду, наприклад, мріяв побудувати самохідний паровий екіпаж, та ж думка витає в голові  де Діона, він погоджується спонсорувати проект. У 1882 році пішов на пошук нового місця для дислокації майстерні, бо та кімнатка, що займали брати, була замалою для більш великих механізмів. У 1883 році була заснована фірма De Dion, Bouton et Trepardoux в 16-му районі Парижа на вулиці Перголезі. Фірма починає свій шлях з виробництва генераторів для морської техніки, незабаром Трепарду будує котел з інтегрованою в нього топкою, а двигун, що розвивав 3 к/с, був встановлений спереду рами, яку виготовили майстри велосипедної справи — брати Ренар. Двигун приводить в дію передні колеса, а керованими є задні. Однак під час випробувань машина загорілася і згоріла дотла.

## Виробництво автомобілів з паровими двигунами

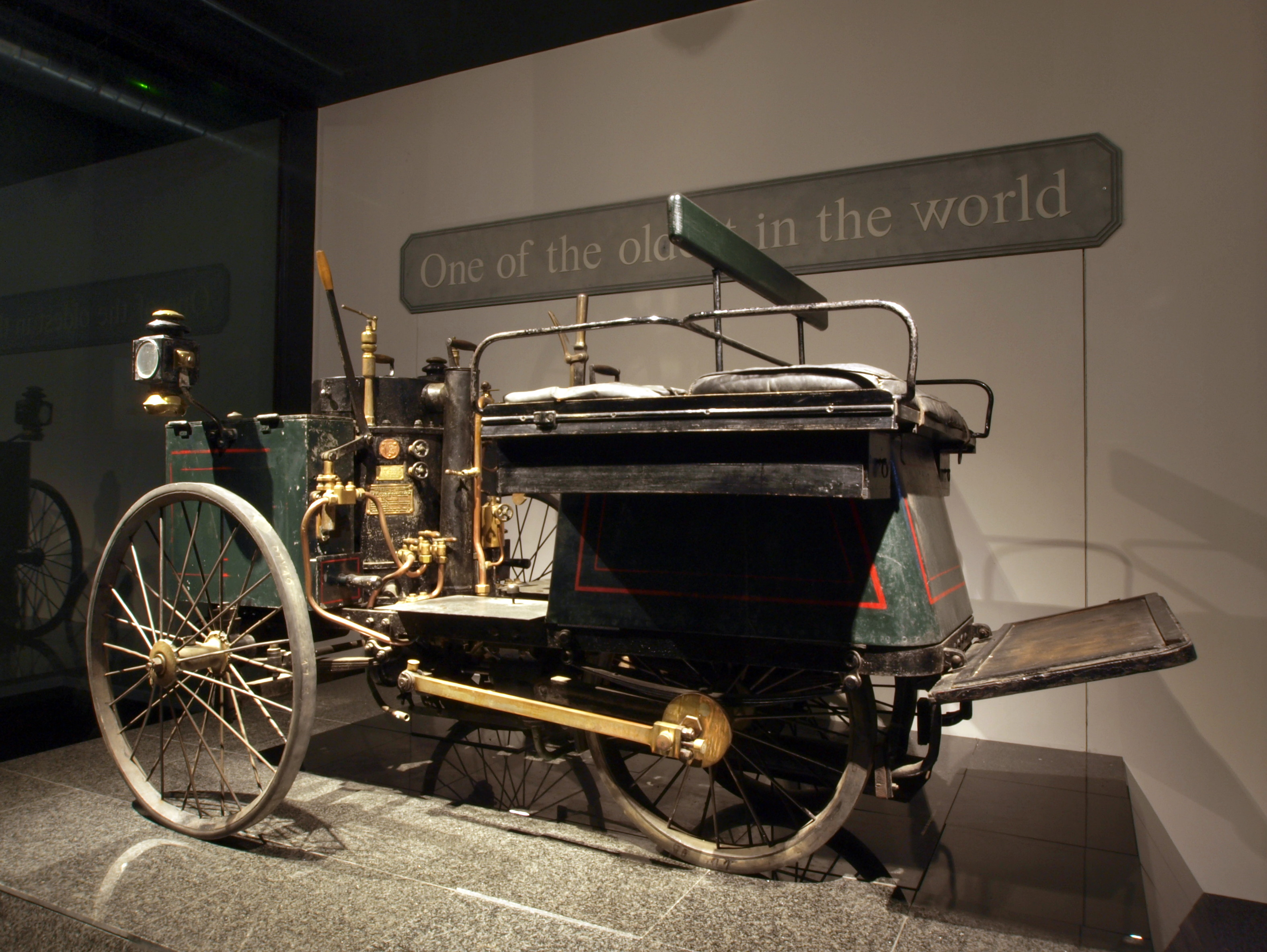
De Dion, Bouton et Trepardoux La Marquise Type 1 Dos-a-Dos

Однак молоді люди не впадають у відчай, і незабаром будується новий котел, який патентується і продається морському відомству країни, однак перед компанією стоїть завдання будувати не тільки парові двигуни для катерів, але, в першу чергу, парові екіпажі, і через деякий час будується новий екіпаж, який практично повторив попередню машину, за винятком того, що коліс ззаду стало два, однак паромобіль переробляється, і тепер привод переноситься на задні колеса, які крутяться за допомогою ланцюга, а керованими стають передні, зроблено це за аналогією з велосипедів. Машину назвали La Marquise Type 1, цей автомобіль міг вести вже чотирьох пасажирів, для того, щоб вирушати в дорогу, треба було розігрівати котел протягом 30-40 хвилин, але потім на паромобілі можна було мчати зі швидкістю аж 60 км/год, хоча крейсерською була швидкість в 26 км/год, помістивши такий вид транспорту в каталоги фірми, компанія отримала перших багатих покупців. Паромобілі користувались попитом, так що фірмі довелось розширюватися і шукати нове місце, і вона знаходить його на вулиці Папійон в Пюто, там на компанію вже працює 20 механіків, які ледве справляються із замовленнями.
Через рік з'являється ще один варіант паромобіля — трицикл із заднім приводом Type 2. У 1887 році мсьє Поль Фоссьє, власник журналу «Le Vélocipède», оголошує про перші гонки механізованих засобів від Пон де Нейї до Булонського Лісу. Маркіз де Діон заявляє про бажання брати участь у цьому заході, але на гонку заявляється всього один екіпаж, проте було вирішено дати старт. За кермом сидів Жорж Бутон, в пасажирах — маркіз де Діон. Автомобіль розвивав швидкість в 61 км/год, правда офіційно це ніде не було зареєстровано, а перший рекорд швидкості зафіксований тільки в 1898 році, і швидкість була тоді 63 км/год (до речі, рекорд поставив електромобіль). Тим не менш, «гонка» вийшла показом публіці паромобіля, причому, практично безкоштовним показом, а значить — і безкоштовною рекламою, тому що журналісти не могли не пройти повз цієї події.

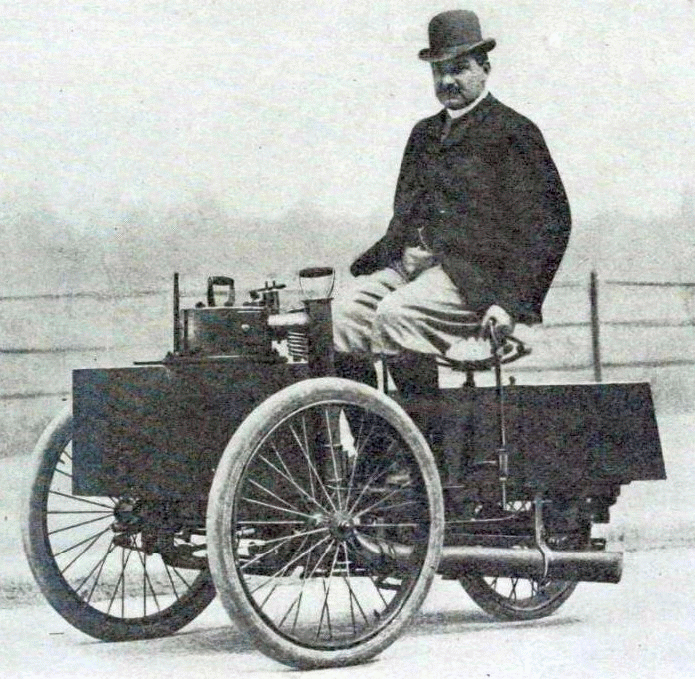
De Dion, Bouton et Trepardoux Type 3

Тим часом фірма починає займатись двигунами внутрішнього згоряння (ДВЗ), і навіть під них віддається невелика ділянка в майстерні. Але поки що модернізуються наявні парові автомобілі, так в 1887 році машини отримують двигуни в 5 к/с, в 1888 році з'являється 3-колісний варіант з 2-циліндровим двигуном у 4 к/с, причому сам двигун розташований під сидінням водія, а котел знаходиться спереду, що вкупі полегшує огляд водієві. Цей триколісний паромобіль користується особливим попитом у багатої молоді.

## Виробництво автомобілів з ДВЗ
У 1889 році Бутон починає експериментувати з 10-циліндровим двигуном внутрішнього згоряння радіального типу, що викликало невдоволення його зведеного брата, який був прихильником виключно парової техніки, і все інше вважав тупиковою гілкою розвитку механіки. Однак маркіз, вважає, що навпаки — майбутнє за ДВЗ, і навіть бажає викупити ліцензію Даймлера, але виявляється, що ліцензією у Франції володіє Саразен, який передав її Левассору, і тепер фірма Panhard et Levassor є володаркою винаходів Даймлера. «Ну що ж, тоді доведеться самому винаходити велосипед», — вирішив де Діон.
А поки йшли роботи над ДВЗ основним видом діяльності залишалась парова техніка, в 1892 році з'являється перший трактор, правда поки що з паровим двоциліндровим двигуном, розташованим вертикально, проте не це здивувало сучасників, а революційна задня залежна підвіска, яку назвуть «тип де Діона», хоча була вона розроблена Трепарду. Картер головної передачі закріплюється на поперечині рами або на кузові, а привід коліс здійснюється півосями на шарнірах. При цьому колеса з'єднуються зігнутою балкою. Підвіска залишається залежною, однак, за рахунок кріплення масивної головної передачі окремо від моста підресорена маса істотно зменшується. Цей тип підвіски після 120 років на деяких автомобілях використовується і сьогодні. Іншим нововведенням фірми стало застосування пневматичних покришок фірми Michelin, на той момент і бензинові автомобілі не застосовували такі, за рідкісним винятком.

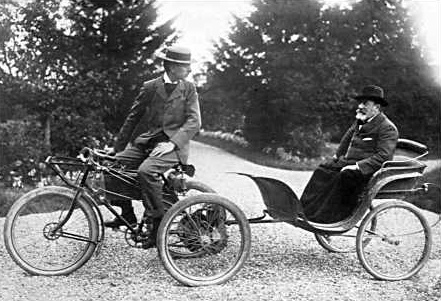
Бутон на першому бензиновому трициклі фірми

У 1894 році Бутон будує 137-кубовий ДВЗ, який розкручується до небувалих для того часу 3000 об/хв, його потужність дорівнювала 0,75 к/с, особливістю моторчика була наявність двох маховиків по різних сторонах колінвала. Цей мотор встановили на 3-колісну раму, яку замовили у фірми Decauville, яка, до речі, незабаром почне випускати і автомобілі, використовуючи двигуни фірми De Dion-Bouton.

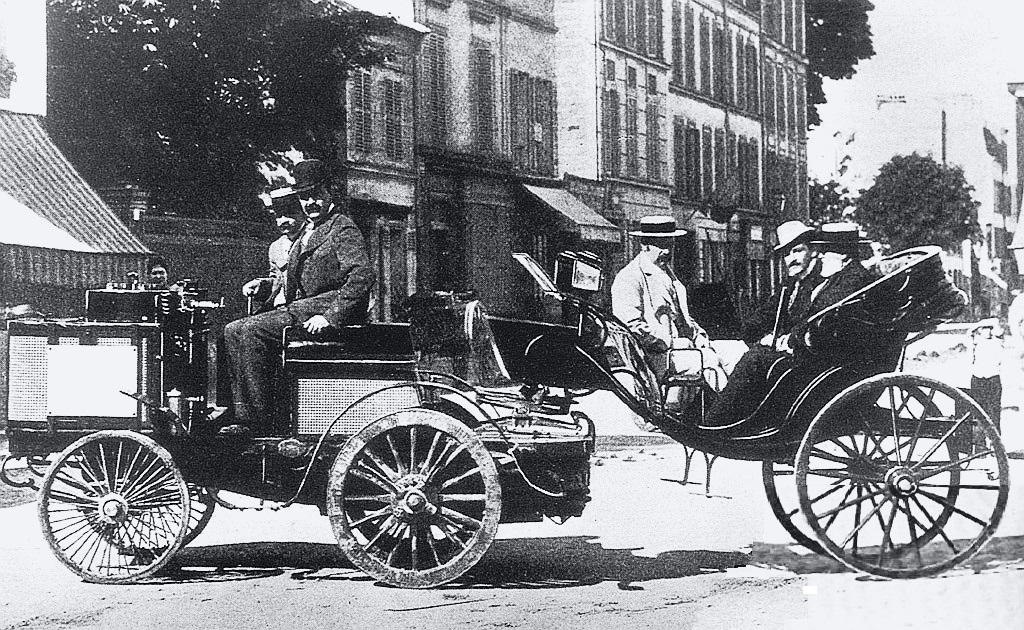
Трактор De Dion-Bouton на перегонах Париж-Руан в 1894 році

У цьому ж 1894 році проходять перші масові гонки моторизованих екіпажів за маршрутом Париж-Руан. Маркіх виставляє свій екіпаж на гонки, це паровий трактор, до якого прикріплений причіп і, дивна річ, він приходить до фінішу першим, пройшовши 127 км із середньою швидкістю в 18 км/год, однак комісія суддів дискваліфікує екіпаж, нібито, за технічну відсталість, водієві потрібен помічник, який підкидав би вугілля в топку, щоб самохідка могла рухатися, перемогу присудили командам фірми Peugeot і Panhard et Levassor, але, по суті, на той момент поки що паровик взяв верх над бензиновими автомобілями. В цей же час фірма починає випускати парові вантажівки і омнібуси.
Не дивлячись на те, що поки основна частина виробничої програми становить парова механіка, Шарль-Арман Трепарду подає у відставку, тому що вважає єрессю захоплення фірми ДВЗ і найзапеклішим єретиком — свого зведеного брата, Трепарду покидає фірму, продовживши своє захоплення паровими двигунами, до сьогодні дійшла тільки інформація про те, що він постачав парові двигуни морському відомству Франції. Тим часом маркіз де Діон бере в напарники барона де Зьюлена, з яким познайомився на гонках в Руані, і перейменовує фірму в De Dion, Bouton et Compagnie.
У 1895 році маркіз, ображений на журнал «Le Petit Journal», який організував торішні гонки, вирішує організувати власні гонки за маршрутом Париж-Бордо-Париж, у розробці регламенту гонок беруть участь такі особистості, як: барон де Зьюлен, Джеймс Гордон Беннет, Еміль Левассор, Морс і Жантод. Де Діон встановлює призовий фонд в 69 000 франків, причому з власної кишені, марафон стартував 11 червня, і через два дні перший екіпаж, пройшовши 1175 км, фінішує в Парижі, це був бензиновий екіпаж Panhard et Levassor з Емілем Левассором за кермом, який, до речі, обігнав лідируючого на той момент маркіза, коли той доповнював водою резервуар свого паромобіля. Не дивлячись на те, що сам де Діон програв цю гонку, він залишився задоволеним її ходом, в черговий раз автомобіль з ДВЗ довів свою перевагу над паровим самоходом. У листопаді 1895 року завдяки активності маркіза створюється автомобільний клуб Франції — L'Automobile Club de France, кістяк його складає барон де Зьюлен, Поль Мейян і сам маркіз де Діон.
У 1896 році De Dion-Bouton доводить до розуму свій бензиновий мотор, його об'єм збільшують до 185 см3, а потужність піднялася до 1,25 к/с, цей трицикл запускають у серійне виробництво, і скоро він стає досить популярним засобом пересування, бо до нього можна причепити причіп і везти вже 3-х пасажирів. Через рік потужність трицикла збільшується до 1,75 к/с, успіхом трицикл зобов'язаний не тільки доступною ціною, але і перемогам у змаганнях, так маркіз де Діон за кермом свого трицикла здобуває перемогу в гонці Париж-Марсель-Париж, а це все — 1700 км, плюс участь в гонках Бордо-Ажен-Бордо і участь в гонках з підйому на пагорб в Ла Турбо.

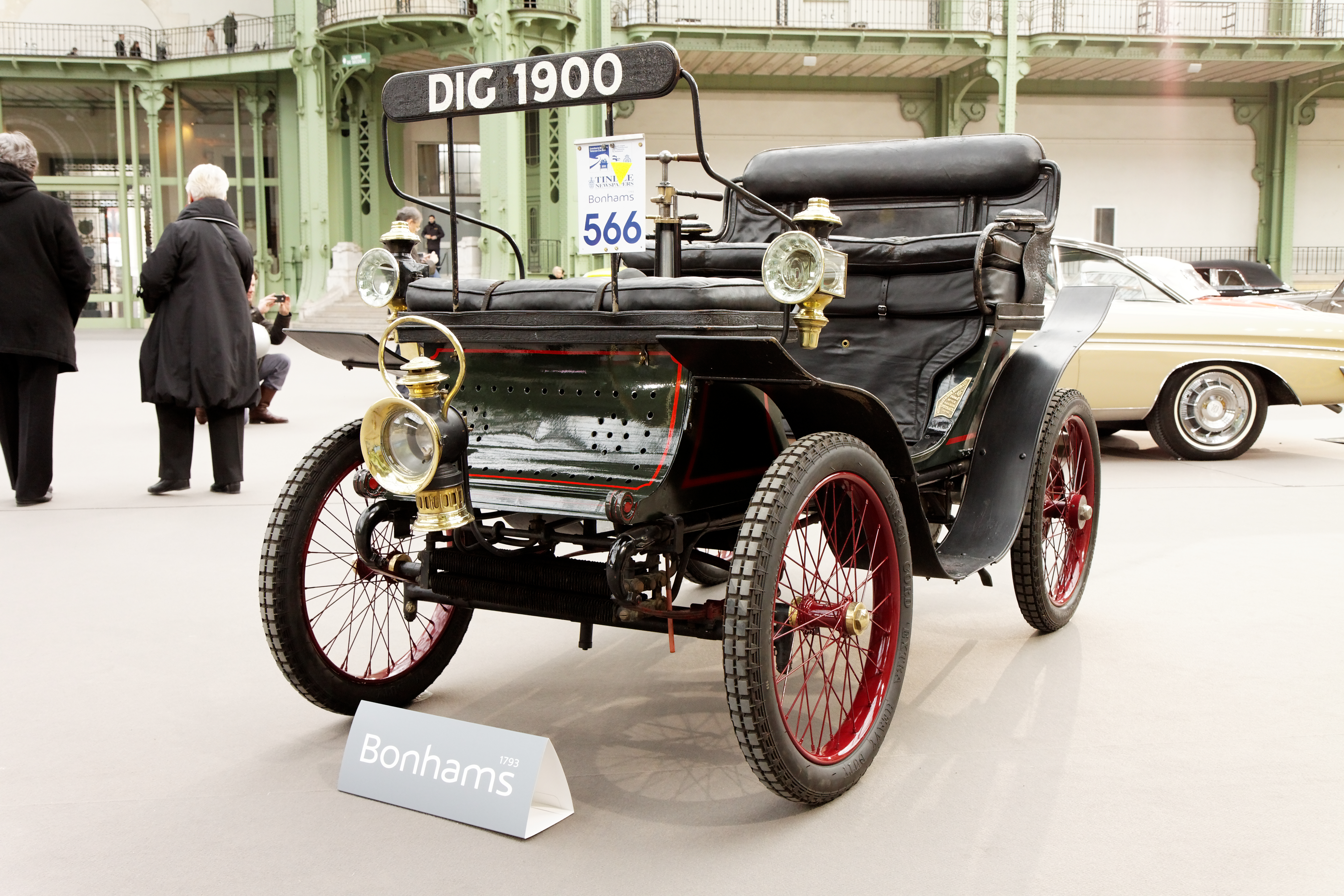
De Dion-Bouton Type D

У 1898 році де Діон проводить перше автомобільне шоу у Франції, а фірма в цей рік вирішує випускати і чотириколісні бензинові «вози», проте через рік квадроцикли змінюються чотириколісним автомобілем, об'єм першого автомобіля фірми з ДВЗ склав 402 см3, а потужність — 3.75 к/с. Le Type D мав 4-місний кузов, в якому пасажири розташовувалися за системою «Віз-а-ві», тобто один проти одного, водій сидів ззаду і дивився на дорогу крізь передніх пасажирів. Машина була побудована на металевій трубчастій рамі, двигун її розташовувався під підлогою, до нього була під'єднана 2-ступінчаста трансмісія. Дуже швидко ця машина стала популярною, ставши першою масовою машиною в світі, тому що автомобіль такого типу випускався до 1902 року і був вироблений в кількості 2900 примірників, правда в цю суму входять і моделі Type E (4 к/с), Type G (500 см3 і 5 к/с), Type L (700 см3 і 6 к/с), трицикли ж випускалися до 1901 року, і останні з них мали 2,75 к/с, а гоночні версії — і всі 8  к/с.
Треба сказати, що в 1900 році фірма є найбільшим в світі виробником автомобілів і моторів, автомобілів випустили за цей рік в кількості 400 штук, а моторів вдалося побудувати 3200 примірників, ці двигуни встановлювалися на всілякі марки, в тому числі і в США, до речі, фірма відкрила тоді і філію в Нью-Йорку, де випускалися і автомобілі, і двигуни, а всього в світі було близько 150-ти виробників автомобілів, у яких застосовувалися двигуни De Dion-Bouton.

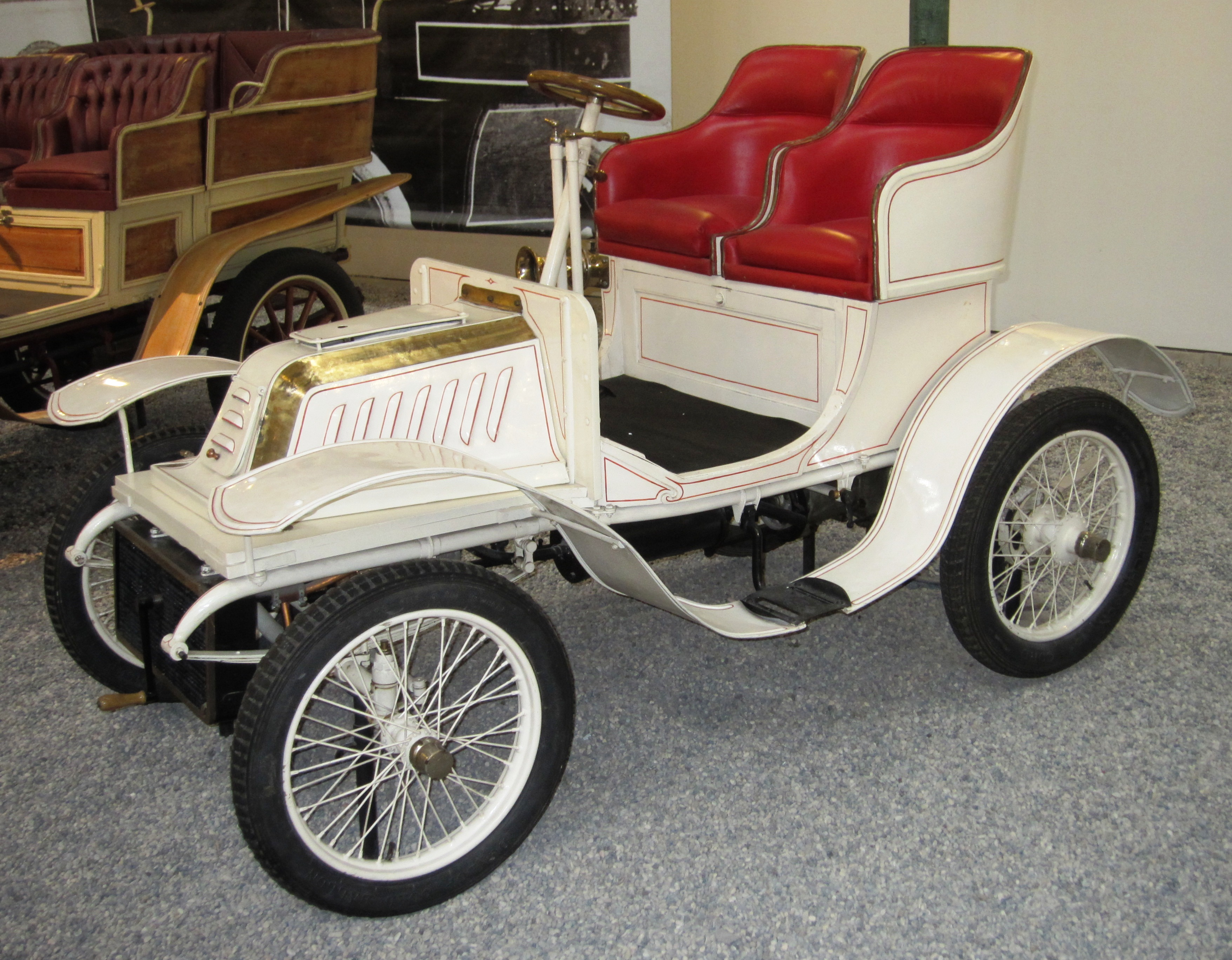
De Dion-Bouton Type J 6CV

У 1902 році фірма представляє нову лінійку автомобілів, що носять єдину назву — La Populaire, однак, звичайно, мають свої серії. Так першим з'явився Type J з 700-кубовим 6-сильним мотором, це була передньомоторна машина з похилим капотом. Так як де Діон був прихильником масової автомобілізації, то і ця машина вийшла дешевою і доступною, в першу чергу, лікарям, особливо сільським, які повинні були відвідувати своїх пацієнтів, причому, часто відстані були досить-таки великими. Слідом пішли інші серії, так серія K отримала 1 л мотор потужністю в 8 к/с, Type O 1903 року з тим же мотором отримує трьохшвидкісну коробку передач, а з 1904 року всі автомобілі цієї марки оснащуються такою трансмісією. Ще однією характерною рисою автомобілів серії La Populaire була наявність педалі деакселератора, аналога гальма, за допомогою якого швидкість зменшується через трансмісію, ця особливість автомобілів цієї марки збереглася до Першої світової війни.

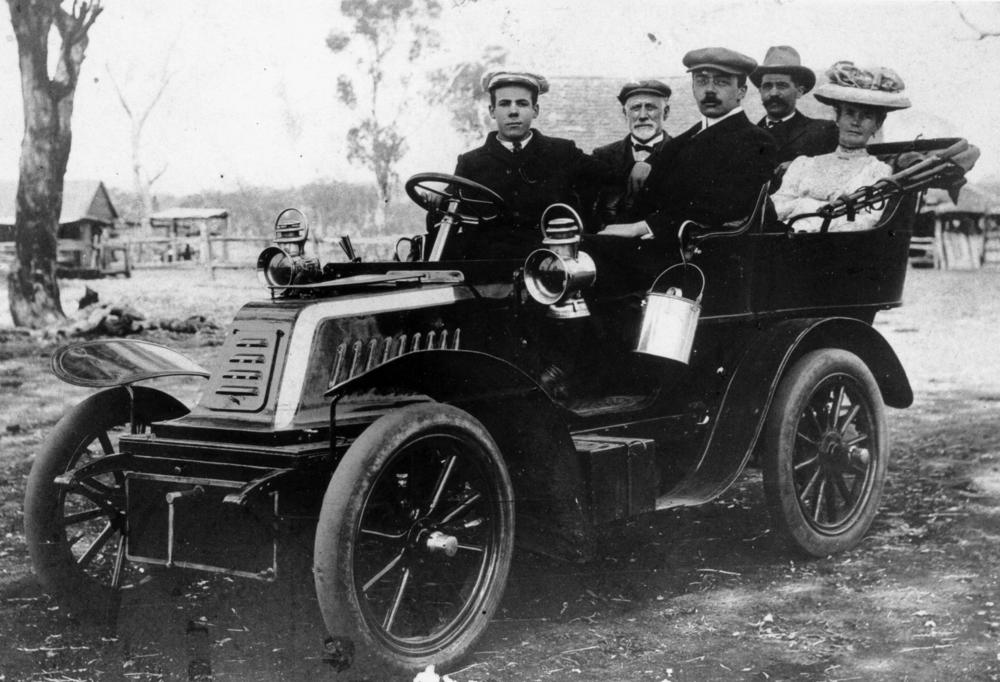
De Dion-Bouton Type AD 15CV

Крім нової трансмісії, в 1903 році з'являється і перший двоциліндровий автомобіль з мотором об'ємом 1.7 л і потужністю 12 к/с — Type S 12CV, а через рік представлені і перші 4-циліндрові авто з мотором 2.5 л і потужністю в 15 сил — Type AD 15CV . У 1904 році парові вантажівки і автобуси стають частиною історії, а 1300 працівників фірми за цей рік виробляють близько 2000 автомобілів і 40 000 двигунів, причому вся праця була ручною, якщо траплявся брак в двигунах, то ніхто не перевіряв, в чому проблема, а замінювали по гарантії цілий мотор.
У 1903 році проходить скандально відомий марафон Париж-Мадрид, до цього заходу всі найбільші виробники автомобілів підходять з особливою ретельністю, наприклад, фірма Panhard et Levassor виставила 16 автомобілів, Daimler доставив 12 екіпажів, Mercedes — 11, Mors — 14, De Dietrich — 10 , Renault — теж 10, а De Dion-Bouton — всього 8 (чотири одноциліндрових і стільки ж 2-циліндрових автомобілів), а всього було 224 екіпажі. Однак автомобілі на момент припинення перегонів у Бордо (гонки супроводжувалися низкою трагедій, так в них загинув Марсель Рено і ще чотири пілоти, кілька глядачів, які попалися під колеса автомобілів) не зайняли лідируючого положення, стало ясно, що малоциліндрові машини не можуть скласти конкуренцію багатоциліндровий автомобілям.
У першій половині першого десятиліття нового століття автомобілі фірми, яких випускалося близько 25 варіантів, отримали підлогове розташування педалі зчеплення, а радіатор переїхав вперед, до цього його встановлювали ззаду, за рахунок чого перший дизайн капота і був похилим. Крім автомобілів і ДВЗ фірма починає випускати автобуси, вантажівки з ДВЗ, а також генератори, акумулятори та інші автомобільні комплектуючі, а також обладнання для залізничного транспорту.

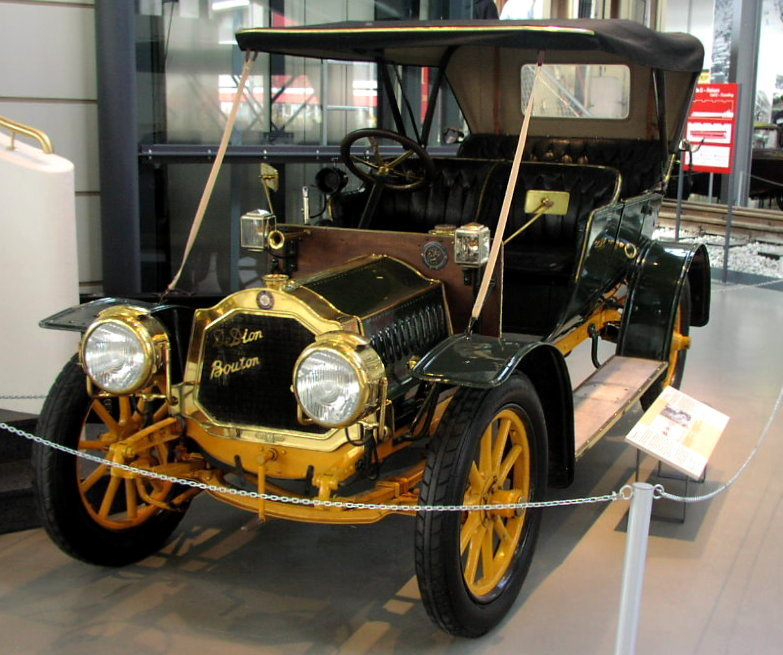
De Dion-Bouton Type AW 12CV

В 1907 року проходить марафон Пекін-Париж, на старт було виставлено сорок екіпажів, проте до фінішу дійшло лише п'ять, серед них два De Dion-Bouton Type AW 12CV, причому Жорж Корньє приходить 3-м, а Віктор Койіньон — 4-м, обидва вони виступали на новій 4-циліндровій машині з мотором об'ємом в 1.8 л.

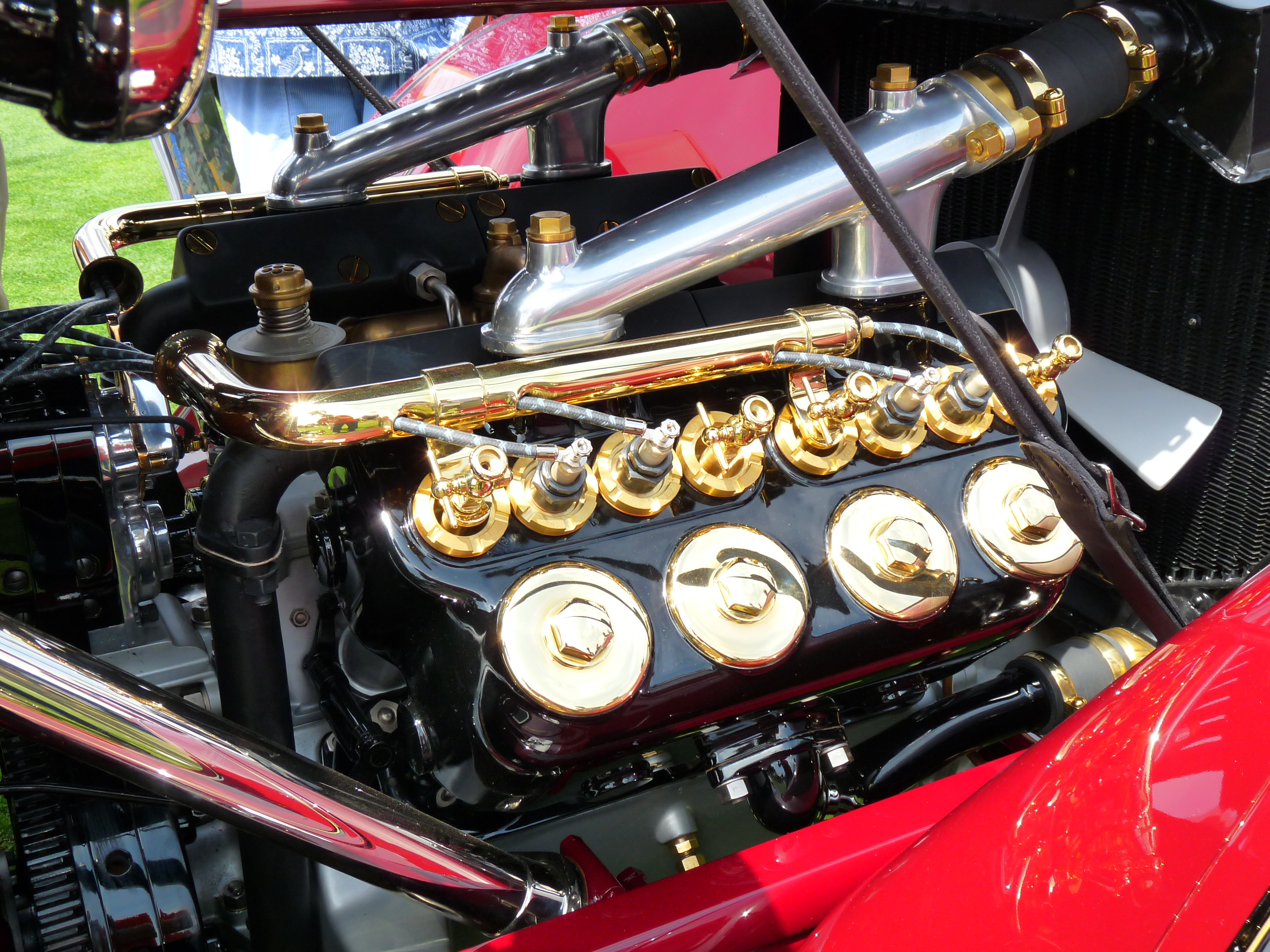
Мотор De Dion-Bouton V8

У 1908 році фірма починає роботу над мотором V8, через два роки він з'являється на автомобілях Type CJ 35CV, об'єм мотора становив 6.1 л, а потужність — всього 35 к/с, пізніше були представлені варіанти з об'ємом в 7.8 л і 14.7, які особливо популярними виявилися в США, а в Європі через рік з'являється, навпаки, зменшений до 3.5 л варіант, який встановлюється на модель Type CN.

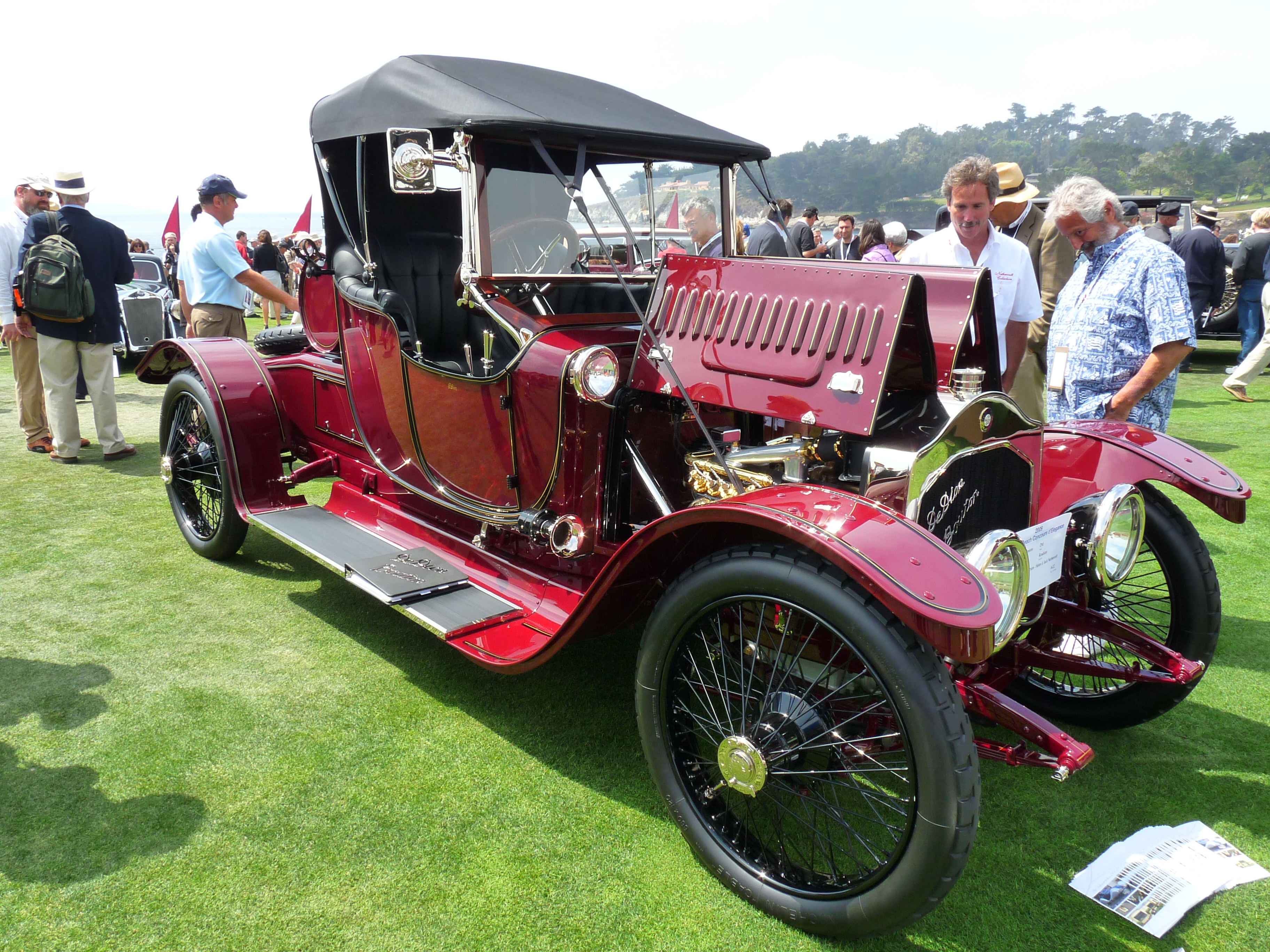
De Dion-Bouton Type DM 26CV з V8 під капотом

До речі, V8 з'явився ще на початку століття, коли на гоночний автомобіль був встановлений авіаційний мотор, автором цього боліда був Леон Левавассор (не плутати з померлим на той момент Емілем Левассором), потім з'явився Darracq з величезним 25 л V8 для встановлення рекорду швидкості, потім фірма Rolls-Royce побудувала три автомобілі з таким мотором, і тепер настала пора De Dion, який, на відміну від інших фірм, став застосовувати більш масово мотор цього типу і навіть поставляти іншим фірмам цей двигун. На той момент фірма є однією з небагатьох, яка пропонує своїм клієнтам автомобілі, оснащені всім діапазоном двигунів, починаючи з одноциліндрового мотора і закінчуючи V8.
У 1913 році однією з останніх фірма припиняє виробництво одноциліндрових двигунів, таким чином, у виробничій програмі залишаються 2-х, 4-х і 8-циліндрові моделі. Топові машини оснащувалися чотирьохступінчастою трансмісією, генератором, що приводився в дію за допомогою ланцюга, який крутив колінчастий вал, електричним стартером і електрообладнанням. У 1913 році 20CV з 8-циліндровим мотором брав участь в Тарга Флоріо, однак Берра, який виступав на цій машині, не зміг обійти Феліче Наззаро, що виступав на Nazzaro Tipo 2, Джованні Марсалію на Aquila Italiana і Альберто Маріані, що виступав на De Vechi Type C 25/35HP.
Перед початком війни, щоб здешевити автомобілі, було вирішено спростити конструкцію автомобілів потужністю до 12 к/с, замість знаменитої задньої підвіски «типу де Діона» на них стали ставити більш просту і дешеву у виробництві балку заднього моста, однак, при цьому двигун виготовлявся зі сплавів алюмінію, карбюратор мав автоматичне регулювання, машина оснащувалася вентилятором охолодження, що поки було рідкістю. З початком Першої світової De Dion-Bouton починає виробляти рушниці, гармати, авіамотори, броньовики, вантажні автомобілі і навіть протиповітряні кулемети на базі вантажних автомобілів, виробництво легковиків припинилося в 1915 році.

## Післявоєнна діяльність

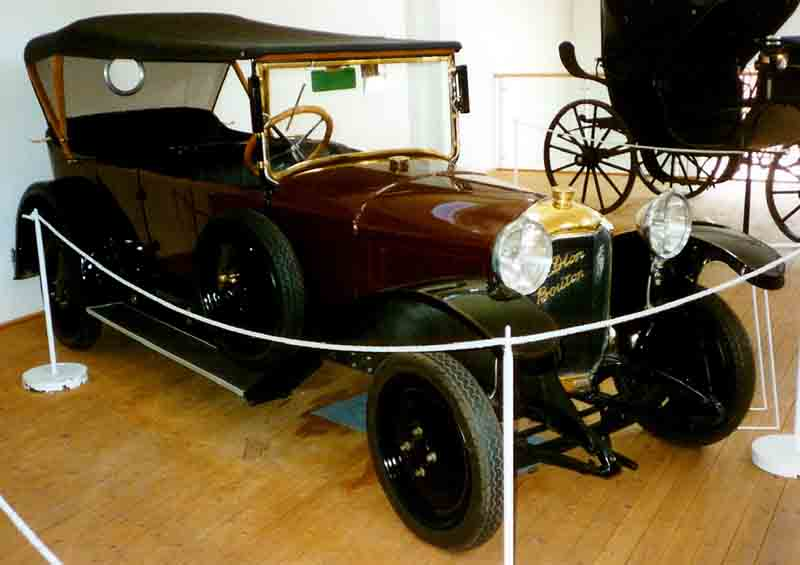
De Dion-Bouton Type IM 12CV

У 1920 році фірма відновлює виробництво своїх легкових автомобілів, правда всі вони з V8 під капотом, в цей період фірма втрачає імідж інноваційної, модельний ряд складається з серій Type IS 12/24CV, Type IV 12/28CV Sport, Type IL 15/43CV, Type IN 20/55CV і Type IR 25/50CV. Ера восьмициліндрових моделей практично скінчилася в 1923 році, коли з'являється нова машина — Type IM 12CV з гальмами на всіх колесах, на ній встановлений новий 4-циліндровий двигун 2.5 л (48 к/с) з верхнім розташуванням клапанів, в двигуні використовуються алюмінієві сплави.

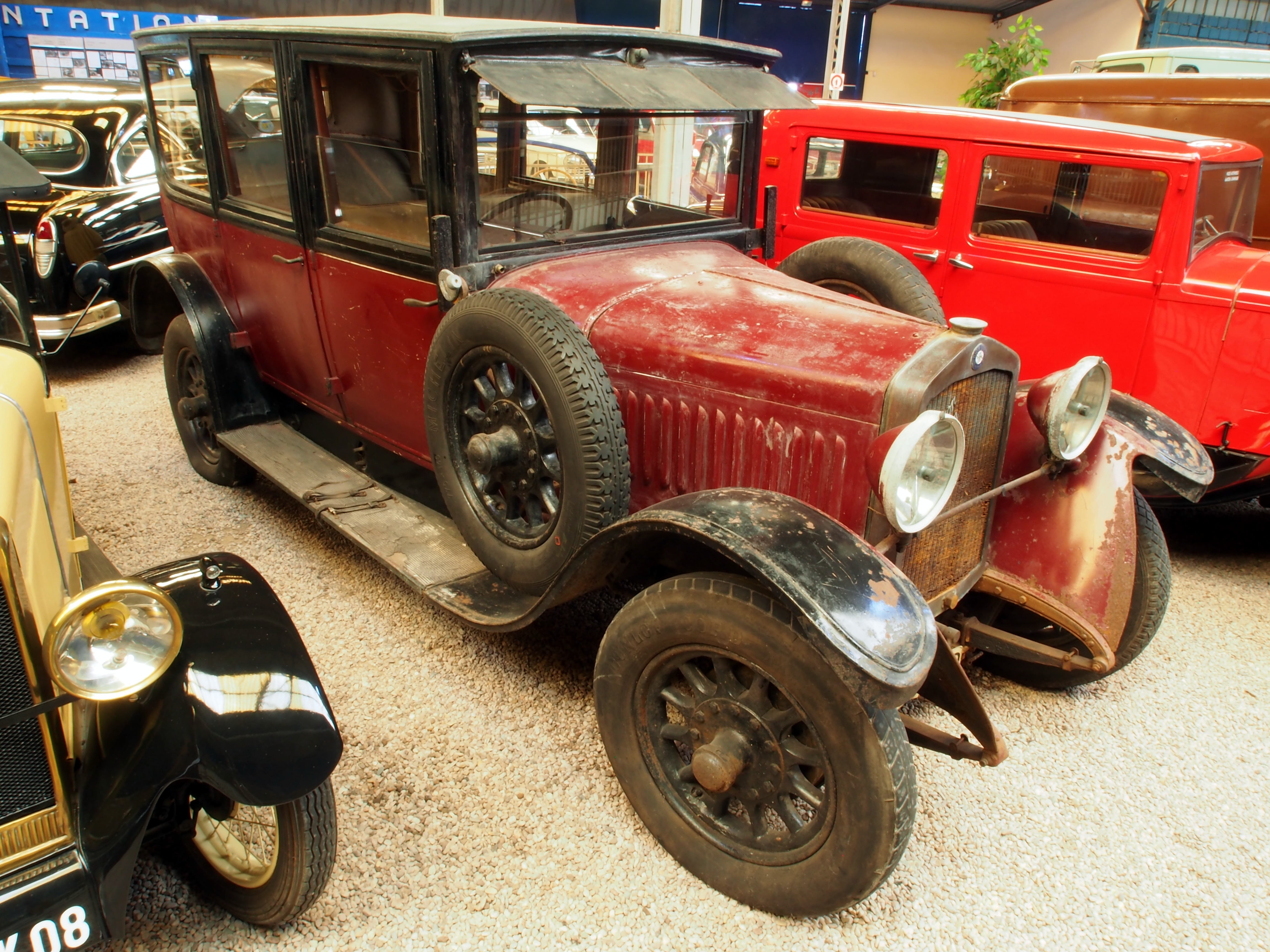
De Dion-Bouton Type IW 10CV Saloon

Разом з нею продовжує випускатися V8 — Type IL 15/43CV, незабаром з'являється Type IW 10CV з 1.85 л мотором, обидві машини також оснащені гальмами всіх коліс. У 1926 році машини модернізували і вони отримали плоску решітку радіатора, до цього, по моді того часу, машини оснащувалися праскоподібною решіткою.

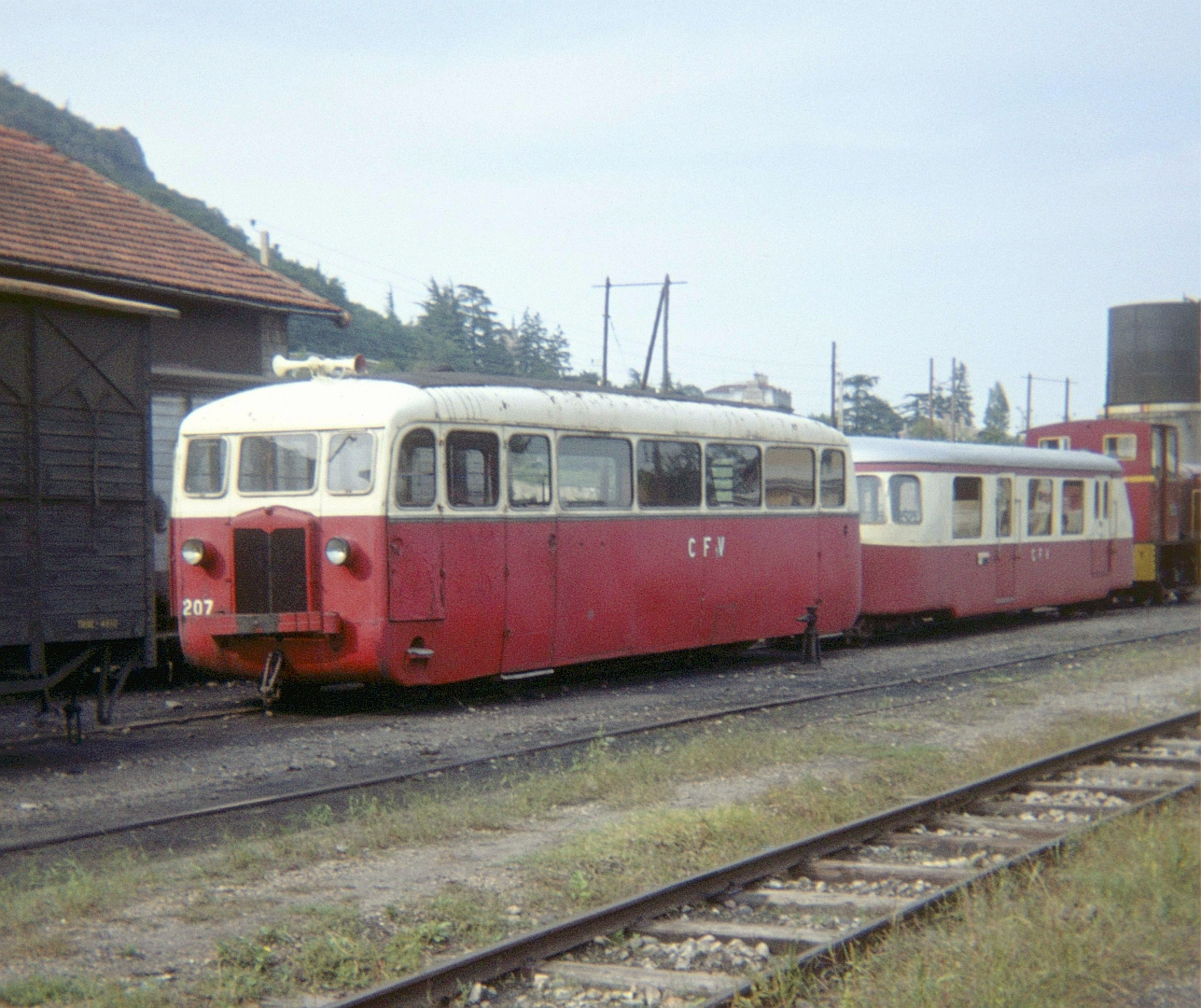
Автомотриса De Dion-Bouton

У 1927 році підготовляється до виробництва молодша модель — Type JP 7CV з 1.3 л мотором, проте продажі всіх автомобілів йдуть погано і фірма припиняє виробництво легкових автомобілів. Компанії Peugeot і Mercedes-Benz починають вести переговори про покупку найстарішого виробника транспортних засобів, однак керівництво фірми відмовляється, заручившись допомогою держави проектується дві нові моделі: 4-циліндрова 2-літрова Type LA 11CV і 2.5-літрова, з рядною вісімкою під капотом — Type LB.

## Припинення діяльності
Однак і ці автомобілі не користувалися попитом, в 1930 році об'єм восьмициліндрової машини був збільшений до 3-х літрів, але і це не додало популярності, тому що на дворі стола криза, потихеньку виробництво легковиків зійшло нанівець, і остання легкова машина виїхала за ворота заводу на початку 1932 року, проте продовжилося виробництво комерційного транспорту.
У 1938 році помер Жорж Бутон, а через кілька років, коли почалася війна, припиняється виробництво і комерційного транспорту. Під час війни підприємство продовжувало виробляти автомотриси, тобто залізничні вагони, оснащені ДВЗ, які почало випускати ще в 1923 році, а коли було оголошено про мир, 89-річний маркіз виїхав на вулиці святкувати перемогу на «войтюретці» 1900 року випуску, правда за кермом сидів його особистий водій. Маркіз помер через рік, але підприємство продовжило випуск автомотрис до 1948 року і автобусів — до 1953 року, після цього права на марку були викуплені виробником велосипедів і ще десять років тривав випуск велосипедів, що носили старовинну назву — De Dion-Bouton.

## Список автомобілів De Dion-Bouton
- 1883 — Перший паровий трицикл De Dion, Bouton et Trepardoux
- 1885 — De Dion, Bouton et Trepardoux La Marquise Type 1
- 1886 — De Dion, Bouton et Trepardoux Type 2
- 1888 — De Dion, Bouton et Trepardoux Type 3
- 1892 — Перший паровий трактор De Dion, Bouton et Trepardoux
- 1894 — Перший бензиновий трицикл De Dion, Bouton
- 1899 — De Dion-Bouton Type D
- 1900 — De Dion-Bouton Type E
  - De Dion-Bouton Type G
  - De Dion-Bouton Type L
- 1902 — De Dion-Bouton Type J
  - De Dion-Bouton Type K
- 1903 — De Dion-Bouton Type O
  - De Dion-Bouton Type S
- 1904 — De Dion-Bouton Type AD
- 1907 — De Dion-Bouton Type AW
- 1908 — De Dion-Bouton Type CJ
- 1909 — De Dion-Bouton Type CN
- 1920 — De Dion-Bouton Type IS
  - De Dion-Bouton Type IV
  - De Dion-Bouton Type IL 
  - De Dion-Bouton Type IN
  - De Dion-Bouton Type IR
- 1923 — De Dion-Bouton Type IM
- 1924 — De Dion-Bouton Type IW
- 1927 — De Dion-Bouton Type JP
- 1928 — De Dion-Bouton Type LA
  - De Dion-Bouton Type LB